# Girtesma
Girtesma là một chi bướm đêm thuộc họ Erebidae.